# Natividad Llanquileo
Natividad Llanquileo Pilquimán, née le 14 juillet 1984, est une avocate mapuche et militante des droits de l'homme. Llanquileo se fait remarquer pour son rôle de porte-parole lors de la grève de la faim mapuche de 2010,. Elle est membre de la Convention constitutionnelle pendant son existence de 2021 à 2022.

## Biographie
Llanquileo est née le 14 juillet 1984 dans la communauté Esteban Yevilao de Puerto Choque, située dans la commune de Tirúa dans la région du Biobío. Elle étudie le droit à l'Université bolivarienne du Chili et obtient ensuite un diplôme en droits de l'homme, politiques publiques et interculturalité de l'Université de la Frontière.
En tant qu'avocate, elle défend des militants mapuches emprisonnés. Concernant le conflit mapuche, elle déclare que « la police et les gardes forestiers sont les principaux obstacles à la résolution du conflit qui existe à Wallmapu ». Deux de ses frères participent à la grève de la faim des prisonniers mapuches de 2010, et Llanquileo se fait connaître comme porte-parole des manifestants,.
En 2011, Llanquileo critique la condamnation de l'avocate des droits de l'homme Karina Riquelme (en) à 21 jours de prison pour avoir prétendument fourni des conseils juridiques à des militants mapuches avant d'obtenir un diplôme en droit. Llanquileo décrit la condamnation comme un acte de répression politique, affirmant que la « seule explication raisonnable pour une telle [peine] inhabituelle » est que Riquelme « est devenue un problème pour les procureurs et la police » en défendant les militants mapuches.
En 2018, Llanquileo est élue présidente du Centre de recherche et de défense du Sud (CIDSUR, espagnol : Centro de Investigación y Defensa del Sur). L'organisation, dont le siège est dans la ville de Temuco, se consacre à la protection des droits humains des Chiliens autochtones. Llanquileo déclare avoir été soumise à la répression de l'État pendant qu'elle travaillait au CIDSUR pour le compte de clients mapuches.

## Convention constitutionnelle
En 2021, Llanquileo lance sa candidature pour siéger à la Convention constitutionnelle du Chili afin de représenter le peuple Mapuche, qui dispose de sept sièges réservés au sein de l'organisme,. Elle reçoit 5,94 % des voix et est élue, ce qui en fait la deuxième candidate mapuche la plus plébiscitée après Francisca Linconao, qui reçoit 7,15 %.
Llanquileo se présente à la présidence de la Convention constitutionnelle avec le soutien de l'alliance de gauche La Liste du peuple. Lors du dernier tour de scrutin, Llanquileo vote blanc au lieu de soutenir sa collègue militante mapuche Elisa Loncón, qui remporte le concours. Cela est considéré comme une surprise étant donné que Llanquileo a précédemment indiqué son soutien à Loncón et est la seule membre mapuche de la Convention constitutionnelle à s'opposer à sa candidature.
Llanquileo justifie son vote contre Loncón en déclarant qu'elle est « fatiguée de faire de la politique » à huis clos et insinue que Loncón est trop étroitement lié à la Concertación.

## Opinions politiques
Llanquileo est favorable à la création d'un État plurinational au Chili. Elle critique l'extractivisme, affirmant que le Chili doit abandonner son modèle de développement dépendant de l'extraction des ressources pour adopter un modèle respectueux des ressources naturelles. Elle qualifie la Constitution chilienne de 1980 de « constitution élaborée par un groupe d'hommes blancs en dictature, à laquelle le peuple n'a pas participé ».
Concernant la politique partisane, Llanquileo critique les partis et les politiciens affiliés au centre-gauche, affirmant que l'alliance Concertación n'a pas défendu les communautés autochtones. Dans une interview de 2018, Llanquileo déclare que les approches envers les communautés mapuches adoptées par Michelle Bachelet (socialiste) et Sebastián Piñera (conservateur indépendant) sont à peu près aussi conflictuelles. Elle note toutefois que la rhétorique « beaucoup plus acerbe » de Piñera a contribué à un environnement propice à la multiplication des violences policières contre les militants mapuches.